# Will Poulter
Will Poulter, właśc. William Jack Poulter (ur. 28 stycznia 1993 w Londynie) – angielski aktor filmowy i telewizyjny.

## Życiorys
Kształcił się w The Harrodian School. Debiutował w 2007 jedną z głównym ról w filmie familijnym Syn Rambow. W 2010 wcielił się w postać Eustachego Scrubba w kinowej adaptacji powieści Podróż „Wędrowca do Świtu”. W 2013 zagrał Kenny’ego Rossmore’a w Millerach, występując u boku Jennifer Aniston i Jasona Sudeikisa. Rola przyniosła mu m.in. nominację do MTV Movie Award w trzech kategoriach (i wygraną w dwóch z nich), a także przyznawaną przez publiczność Nagrodę Brytyjskiej Akademii Filmowej dla najlepszej wschodzącej gwiazdy.

## Filmografia
- 2007: Syn Rambow
- 2008: Comedy Lab
- 2009: School of Comedy
- 2010: Opowieści z Narnii: Podróż Wędrowca do Świtu
- 2011: Wild Bill
- 2013: Millerowie
- 2014: Glassland
- 2014: Plastic
- 2014: Więzień labiryntu
- 2015: Kids in Love
- 2015: Zjawa
- 2017: Detroit
- 2018: Więzień labiryntu: Lek na śmierć
- 2021: Lekomania[4]
- 2022: Why Didn’t They Ask Evans?
- 2023: Strażnicy Galaktyki vol. 3[5]

## Nagrody i Nominacje
MTV Movie Award
- 2014: wygrana: Złoty Popcorn w kategorii najlepszy pocałunek za film Millerowie
- 2014: wygrana: Złoty Popcorn w kategorii przełomowa rola za film Millerowie
- 2014: nominacja: Złoty Popcorn w kategorii najlepszy moment muzyczny za film Millerowie
- 2015: wygrana: Złoty Popcorn w kategorii najlepsza scena walki za film Więzień labiryntu

Teen Choice Award
- 2014: nominacja w kategorii najlepszy pocałunek za film Millerowie

Saturn
- 2011: nominacja w kategorii najlepsza kreacja młodego aktora lub aktorki za film Opowieści z Narnii: Podróż Wędrowca do Świtu

BIFA
- 2008: nominacja kategorii najlepszy debiut aktorski za film Syn Rambow